# CMS (Unternehmen)
CMS ist eine internationale Wirtschaftskanzlei, die Rechts- und Steuerberatungsleistungen anbietet. Sie berät Unternehmen in wirtschaftsrechtlichen Fragestellungen. Zu CMS gehören 18 unabhängige Kanzleien mit 84 Standorten in 47 Ländern. In Deutschland liegt CMS hinter Freshfields auf Platz 2 der umsatzstärksten Anwaltskanzleien.

## Geschichte
1999 schlossen sich sechs europäische Sozietäten mit 1.400 Anwälten und rund 500 Millionen Mark Umsatz zu CMS zusammen. Unter der Marke CMS – benannt nach zwei der Gründungskanzleien: Cameron McKenna (UK) und Hasche Sigle (DE) – entstand eine „Partnerschaft der Partnerschaften“. Die beteiligten Sozietäten behielten ihre angestammten Namen bei. Eine gemeinsame Dienstleistungsgesellschaft wurde gegründet, die Verwaltungs- und IT-Dienstleistungen für die Mitglieder erbringt.
Zunächst gehörten zu CMS unter anderem Sozietäten aus Deutschland, den Niederlanden, Österreich und dem Vereinigten Königreich. Im Laufe der 2000er Jahre kamen weitere Kanzleien aus Frankreich, Italien, Monaco, der Schweiz und Spanien sowie weiteren Staaten hinzu. 2008 eröffnete die Anwaltsfirma ein erstes gemeinsames Büro in Russland. Die Fusion von Cameron McKenna mit Nabarro und Olswang vergrößerte den Zusammenschluss 2016 erneut. Der Gesamtumsatz von CMS erreichte erstmals rund eine Milliarde Euro. Mittlerweile gibt es auch CMS-Büros in Lateinamerika und in Afrika.
CMS verfolgte zuletzt eine stärkere Integration der beteiligten Sozietäten.

## Rechtsform
CMS koordiniert die Aktivitäten der Mitglieder mit Hilfe der CMS Legal Services EEIG/EWIV. Diese kümmerte sich zunächst um administrative Aufgaben und erhielt mit der Zeit weitere Aufgaben, etwa im Marketing. CMS Legal Services ist selbst nicht für Mandanten tätig. Ihre Finanzierung erfolgt aus Umsatzbeiträgen der beteiligten Kanzleien, die rechtlich selbstständig bleiben.
Als oberstes Organ von CMS fungiert die Generalversammlung. Sie tritt einmal im Jahr zusammen und entscheidet über Budgets und die Aufnahme neuer Mitglieder. Darüber hinaus gibt es einen Verwaltungsrat, der sich um strategische Fragen sowie die Ernennung und Kontrolle der Geschäftsführung kümmert. Jede beteiligte Sozietät kann Vertreter in das Gremium entsenden.
Das Tagesgeschäft von CMS liegt in der Hand einer dreiköpfigen Geschäftsführung. Sie besteht aus Pierre-Sébastien Thill (Vorsitzender), Duncan Weston und Isabel Scholes.

## Standorte
Zu den Mitgliedern von CMS zählen derzeit 21 Sozietäten mit Hauptsitz in zwölf europäischen, fünf südamerikanischen und drei afrikanischen Ländern. Neben der Tätigkeit in ihren Heimatstaaten sind die beteiligten Sozietäten über Niederlassungen, Tochtergesellschaften und assoziierte Kanzleien sowie Büros und Repräsentanzen in anderen Staaten aktiv.
Mitglieder
- CMS Albiñana & Suárez de Lezo (Spanien)
- CMS Adonnino Ascoli & Cavasola Scamoni (Italien)
- CMS Cameron McKenna Nabarro Olswang (Vereinigtes Königreich)
- CMS Carey & Allende (Chile)
- CMS Daly Inamdar (Kenia)
- CMS DeBacker (Belgien)
- CMS Derks Star Busmann (Niederlande)
- CMS Francis Lefebvre (Frankreich)
- CMS Grau (Peru)
- CMS Hasche Sigle (Deutschland)
- CMS Kluge (Norwegen)
- CMS Pasquier Ciulla Marquet & Pastor Svara & Gazo (Monaco)
- CMS Reich-Rohrwig Hainz (Österreich)
- CMS RM Partners (Südafrika)
- CMS Rodríguez-Azuero (Kolumbien)
- CMS Rui Pena & Arnaut (Portugal)
- CMS von Erlach Partners (Schweiz)
- CMS Wistrand (Schweden)
- CMS Woodhouse Lorente Ludlow (Mexiko)
- CGA Couto, Graça & Associados (Mosambik)
- FAS Focaccia, Amaral & Lamonica (Brasilien) – Kooperationsvereinbarung

## Leistungen
CMS verfolge laut einem Interview mit Wolf-Georg Freiherr von Rechenberg aus dem Jahr 2002 eine „Full-Service-Strategie“ und berate Unternehmen unterschiedlicher Größe in wirtschaftsrechtlichen Fragen. Zu den wesentlichen Arbeitsgebieten zählten das Gesellschaftsrecht, Kapitalmarktrecht, Steuerrecht, Vergaberecht, Wettbewerbsrecht und Arbeitsrecht. Für die beteiligten Kanzleien arbeiteten nicht nur Rechtsanwälte, sondern in einigen Jurisdiktionen auch Notare.